# Jacques-Ambroise Monprofit
Jacques-Ambroise Monprofit (ur. 1857 w Saint-Georges w departamencie Loire, zm. 1922) – francuski chirurg. Studiował w Paryżu, ukończył studia w 1883, tytuł doktora medycyny otrzymał w 1888 roku. Praktykował jako chirurg w Angers. 

## Prace
- La gastro-entérostomie. Paryż
- La gastrectomie, Paryż 1908